# To-shima

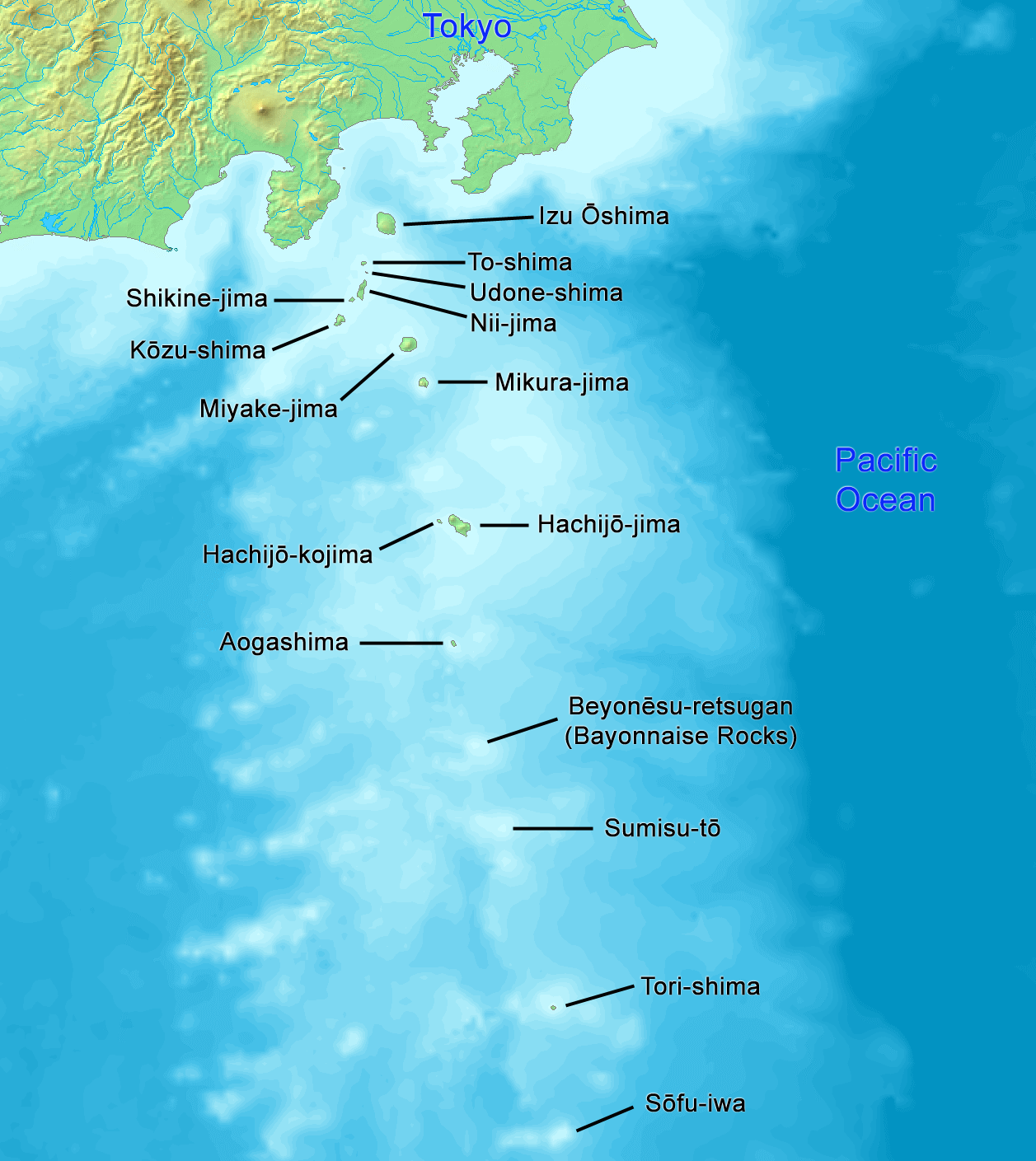
Izuöarna, To-shima nedom Izu-Oshima

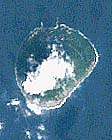
bild över To-shima

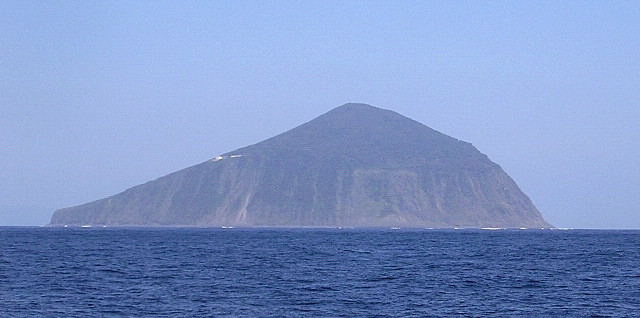
To-shima

To-shima (japanska  (利島?) To-shima) är en ö bland Izuöarna i nordvästra Stilla havet och tillhör Japan.

## Geografi
To-shima ligger cirka 140 kilometer söder om Tokyo och ca 20 km söder om huvudön Izu-Ōshima.
Ön är av vulkaniskt ursprung och har en areal om ca 4,12 km² med en längd på ca 2 km och ca 2,4 km bred. Den högsta höjden är vulkanen To-yama på cirka 508 m ö.h. (1). Ön ingår i också i Fuji-Hakone-Izu nationalpark. To-shima täcks till större delen av kameliabuskar och här växer även Sakulijan (Lilium platyphyllum), den största växten i liljesläktet.
Befolkningen uppgår till ca 300 invånare som bor i huvudorten "Toshima" på öns norra del (2). Ön är den minsta bland de bebodda öarna i Izuöarna. Förvaltningsmässigt utgör ön området "To-mura" (To-by) och är del i subprefekturen Hachijō-shichō som tillhör Tokyo prefekturen på huvudön Honshu.
Ön kan endast nås med fartyg då den saknar flygplats, det finns regelbundna färjeförbindelse med Tokyo på fastlandet och huvudön Izu-Oshima.

## Historia
Det är osäkert när Izuöarna upptäcktes men de har varit bebodda i flera tusen år .
Öns vulkan har inte haft utbrott i modern tid.
1878 under Meijirestaurationen blev området en del i Tokyo prefekturen.
1936 skapades Fuji-Hakone-Izu nationalpark och området införlivades i parkområdet 1964.
1943 omstrukturerades Tokyos förvaltningsstruktur och områdets förvaltning övergick till Tokyo prefektur, som de tillhör idag.